# Hans Liebherr
Hans Liebherr né le 1er avril 1915 à Kaufbeuren et décédé le 7 octobre 1993 à Vevey est un architecte, inventeur et fondateur du Groupe Liebherr. En 2010 il a été intronisé dans le "hall of fame" par l'association des fabricants de matériel industriel Association of Equipment Manufacturers (en).

## Biographie[2]
Hans Liebherr passe son enfance et sa jeunesse à Kirchdorf an der Iller, petite localité qui sépare le Wutenberg et la Bavière. Il travaille tout d'abord comme apprenti, puis comme compagnon dans l'entreprise paternelle de travaux publics dont il reprend la direction, après avoir réussi son examen de maître-bâtisseur en 1938. Après six ans de guerre il revient en 1945 dans son village natal et reprend l'entreprise de travaux publics Liebherr.

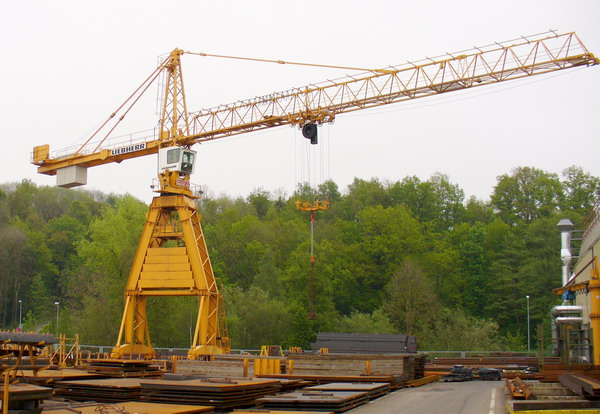
Une grue Liebherr à Biberach.

Jusqu’en 1945 les grues de travaux publics n’étaient pas différentes des grues portuaires, non-démontables ; et pour cette raison même, elles étaient réservées aux gros chantiers. Avec l’aide de serruriers et de forgerons, Hans Liebherr construit en 1949 sa première grue à tour mobile (on peut la tracter) et démontable. Liebherr fait breveter cette invention le 19 août 1949 auprès de l’Office Allemand des Brevets et des Marques sous l'intitulé de grue à tour mobile (Fahrbaren Turmdrehkran) et baptise ce premier modèle TK 10. Peu après, les commandes se multiplient et son entreprise de travaux publics donne naissance à une société de constructions mécaniques. Il met ensuite au point la L 300, la première pelle mécanique hydraulique d’Europe.
Les ateliers et les bureaux à Kirchdorf tenaient jusqu'alors dans des baraquements, dont la moitié servait de logis au couple Liebherr et à ses cinq enfants.

## Développement de l'entreprise Liebherr
Début des années 1950,  les engrenages étaient, en Allemagne, seulement disponibles en quantités limitées. Ils sont cependant nécessaires à la fabrication de grues, machines au centre du projet du constructeur. Par conséquent, Hans Liebherr commence en 1951 à Kirchdorf à produire des engrenages et construit les premières machines-outils. 
En 1954 il met au point la première pelle hydraulique mobile L 300, première jamais construit sur le continent européen, et dont la production en série commence la même année. En 1955 il lance à Ochsenhausen la production de réfrigérateurs, puis enchaîne un an plus tard avec la fabrication de centrales à béton à Bad Schussenried. 
En 1958, Hans Liebherr ouvre son premier site de production à l'étranger dans la ville de Killarney (Irlande). La gamme de produits du groupe de la société est par la suite étendue au secteur de l'aviation. 
Hans Liebherr se consacre les années suivantes à la construction et l'exploitation d'hôtels. Dans le sud-ouest de l'Irlande, il construit fin des années 1950 une maison d'hôtes, qui aboutit ensuite à la construction d'un hôtel. En avril 1981, il mène à bien son projet d'un hôtel sur le plateau de Seefeld à Telfs-Buchen. En l’espace de quatre ans, il termine la construction de l’hôtel Interalpen-Hotel Tyrol, qui était à l'époque le plus grand hôtel des Alpes. Aujourd’hui, le groupe dispose de six hôtels en Irlande, en Autriche et en Allemagne.

## Liebherr aujourd’hui
La société holding du groupe porte désormais le nom de Liebherr-International AG et trouve son siège à Bulle (Suisse), et dont les propriétaires sont exclusivement des membres de la famille Liebherr. L’entreprise familiale est dirigée par Isolde et Willi Liebherr, la seconde génération de la fratrie, qui prirent la suite de Hubert, Hans et Markus Liebherr, autres membres de la seconde génération leur ayant donné leurs parts de l'entreprise. Depuis l'année 2012 prennent également part à la gouvernance des unités d'affaires Sophie Albrecht, Jan Liebherr, Patricia Ruf et Stéfanie Wohlfarth, membres de la troisième génération.
Lorsqu’en 1993 Hans Liebherr mourut, le groupe employait en Allemagne à lui seul plus de 9 000 personnes et affichait un chiffre d'affaires de l’ordre de 2,5 milliards d'euros. Depuis, le groupe compte autour de 38 000 employés en activité dans plus de 130 entreprises.